# Anoxia monacha
Anoxia monacha är en skalbaggsart som beskrevs av Krynicky 1829. Anoxia monacha ingår i släktet Anoxia och familjen Melolonthidae. Inga underarter finns listade i Catalogue of Life.